# Maraton w Ałmaty
Maraton w Ałmaty – maratoński bieg uliczny rozgrywany co roku w Ałmaty, w Kazachstanie. Pierwsza edycja maratonu odbyła się 27 maja 2012 roku. Od początku w zawodach uczestniczyli zarówno mężczyźni, jak i kobiety.

## Lista zwycięzców
Lista zwycięzców maratonu w Ałmaty:
| Edycja | Data             | Zwycięzca wśród mężczyzn | Kraj       | Czas    | Zwyciężczyni wśród kobiet | Kraj       | Czas    |
| ------ | ---------------- | ------------------------ | ---------- | ------- | ------------------------- | ---------- | ------- |
| 1.     | 27 maja 2012     | Michaił Krasiłow         | Kazachstan | 2:38:48 | Jekatierina Szatnaja      | Kazachstan | 3:00:32 |
| 2.     | 28 kwietnia 2013 | Ałmat Imaszew            | Kazachstan | 2:30:40 | Marija Kisielewa          | Rosja      | 2:45:37 |
| 3.     | 20 kwietnia 2014 | Ałmat Imaszew            | Kazachstan | 2:36:21 | Gułżanat Żanatbiek        | Kazachstan | 2:49:52 |
| 4.     | 26 kwietnia 2015 | Andriej Lejmienow        | Kazachstan | 2:35:51 | Gułżanat Żanatbiek        | Kazachstan | 2:52:18 |
| 5.     | 24 kwietnia 2016 | Ajdyn Kasien             | Kazachstan | 2:42:58 | Gułżanat Żanatbiek        | Kazachstan | 2:56:06 |
| 6.     | 23 kwietnia 2017 | Nikołaj Grigorow         | Rosja      | 2:30:09 | Polina Riepina            | Kazachstan | 3:16:11 |